# Roland Fréart de Chambray
Roland Fréart, signore di Chambray, (Le Mans, 13 luglio 1606 – Le Mans, 11 dicembre 1676), è stato uno scrittore, traduttore e teorico dell'architettura e delle arti francese.
Anche se non ha mai praticato in prima persona, le sue due pubblicazioni più rilevanti apparvero in un momento in cui gli architetti francesi cercavano di applicare nuovi criteri per le costruzioni

## Biografia
Fréart de Chambray e suo fratello, Jean Fréart, signore di Chantelou, furono inviati a Roma nel 1640, su incarico del cugino François Sublet de Noyers, sovrintendente dei Bâtiments du Roi, per assicurare i servizi del miglior artista francese presente a Roma, Nicolas Poussin, e per ottenere stampi e copie delle migliori antichità delle collezioni romane per i palazzi dei re di Francia. Gli stampi dei bassorilievi inviati a Parigi furono utilizzati nelle decorazioni dei soffitti alla Grand Galerie del Palais du Louvre. C'erano anche settanta stampi dei rilievi della Colonna Traiana. Chantelou tornò in Italia nel 1643, con progetti per prendere gli stampi dei colossali cavalieri in bronzo del Quirinale per l'ingresso principale del Louvre, ma la morte di Richelieu, la caduta in disgrazia di Sublet de Noyer e la morte del re (1642–43) fecero naufragare questi ambiziosi progetti.
Fréart de Chambray tradusse per la prima volta in francese il testo completo de I quattro libri dell'architettura di Andrea Palladio (Venezia 1570).
C'era stata una precedente pubblicazione del solo primo volume fatta da Pierre Le Muet (1645), ma era una traduzione molto libera, rimaneggiata per adeguarla alla prassi francese; si rivelò popolare e fu liberamente copiato nei decenni successivi. La traduzione di Fréart, completata verso il 1641, che era stata anche questa commissionata da suo cugino Sublet de Noyers rimase in sospeso dato che Sublet de Noyers prima cadde in disgrazia (1643) e poi morì, nel 1645. Dopo una permanenza a Roma, Fréart la pubblicò a Parigi nel 1650. La sua "Dédicace à ses frères" è una lettera aperta ai suoi fratelli, intenditori e mecenati, sperando di "bandire questi modi di costruire, capricciosi e mostruosi che alcuni moderni hanno purtroppo introdotto come un'eresia nell'arte, per non so quale licenziosità contro i suoi precetti e la ragione stessa". Fréart sostituì la sua dedica elegante e colta a quella originale di Palladio, e ristampò le incisioni in legno dell'edizione di Venezia, che aveva portato a Parigi con questo preciso scopo.
Lo stesso anno, il 1650, pubblicò un'antologia di dieci scrittori antichi e moderni sugli ordini classici, i Parallèle de l'architecture antique avec la moderne, che segnò la prima traduzione completa di Vitruvio in francese e che sosteneva la superiorità degli antichi sui moderni, una polemica che sarebbe diventata una guerra culturale virtuale in pochi decenni. Nella sua prefazione Fréart de Chambray sostiene che gli ordini classici (dorico, ionico e corinzio) che egli assegna a precedenti greci, sono modelli perfetti per tutte le architetture; condanna gli "ordini romani" (tuscanico e composito) come corrotti. Citando l'uso dell'ordine corinzio nel tempio di Salomone, afferma che l'ordine corinzio è il "fiore dell'Architettura e l'Ordine degli Ordini". Per Fréart de Chambray, che illustrò il suo testo con numerose incisioni, Vitruvio e i suoi traduttori erano oltre il rimprovero.
I suoi Parallèle furono tradotti in inglese — il traduttore fu il distinto intenditore John Evelyn — come A parallel of the antient architecture with the modern: in a collection of ten principal authors who have written upon the five orders ... (London:"Printed by Tho. Roycroft for John Place") 1664.
Nel 1651 usò la sua conoscenza dell'italiano e la sua competenza per una traduzione del Trattato della pittura di Leonardo da Vinci. Il suo Idée de la perfection de la peinture apparve nel 1662, e divenne il testo fondamentale per la pittura accademica francese nel secolo successivo. Il testo fu tradotto in italiano con il titolo Idea della perfezione della pittura da Anton Maria Salvini.